# Charles Frédéric Kuhlmann
Charles Frédéric Kuhlmann (Colmar, 22 maggio 1803 – Lilla, 27 gennaio 1881) è stato un chimico francese, che svolse anche importanti attività industriali ed economiche.

## Biografia

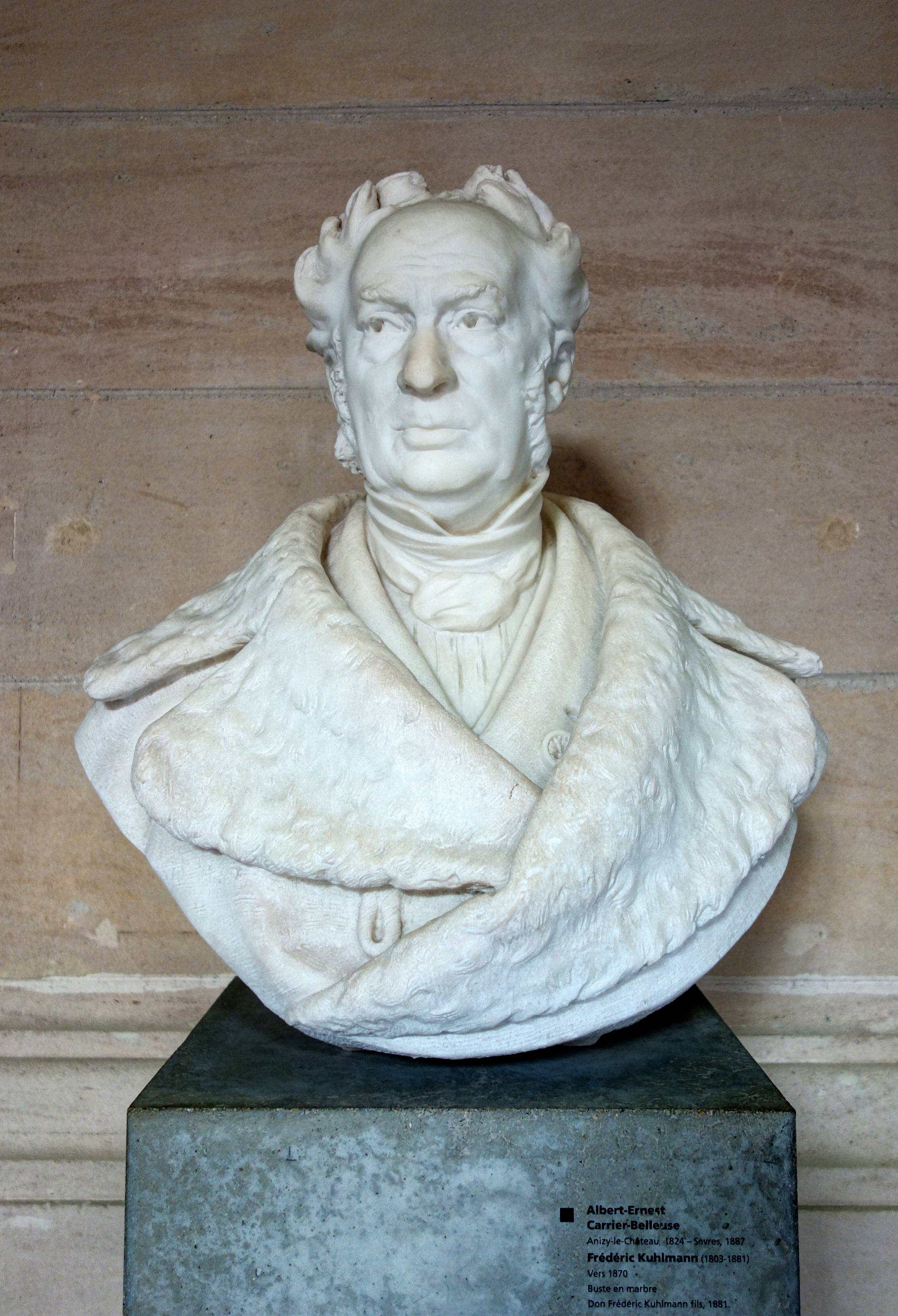
Busto di Frédéric Kuhlmann, scolpito da Albert-Ernest Carrier-Belleuse (1870)

Charles Frédéric Kuhlmann era il sesto di dieci figli. Il padre, Georges Chrétien Kuhlmann, era geometra e geografo. Frédéric Kuhlmann fece i suoi primi studi a Nancy; in seguito sotto la guida di Nicolas Vauquelin frequentò prima l'Università di Strasburgo e poi quella di Parigi. Il suo maestro parigino Vauquelin, lo inviò a Lilla nel 1823 per insegnare chimica in un corso comunale promosso dalla Società delle Scienze, dell'Agricoltura e delle Arti di Lilla. In seguito, nel 1832 diventò titolare di una cattedra di chimica all'Università di Lilla ed entrò in contatto con gli industriali del Nord.
Nel 1829 ebbe l'idea di creare una fabbrica di acido solforico, allora utilizzato per decolorare le fibre tessili. Fu uno dei primi a produrre acido solforico con il metodo di contatto (1833) e a utilizzare dei catalizzatori in chimica industriale, in particolare nella fabbricazione dell'acido nitrico a partire dall'ammoniaca in presenza di platino. La sua fabbrica si sviluppò rapidamente e negli stabilimenti Kuhlmann iniziò a produrre concimi, coloranti, vernici, solventi, insetticidi, resine sintetiche e tanti altri prodotti. Insieme a suo figlio Jules Frédéric fu uno dei fondatori del gruppo industriale Pechiney-Ugine-Kuhlmann.
Diventò un personaggio importante di Lilla: proprietario e fondatore degli stabilimenti Kuhlmann, dal 1840 al 1848 fu presidente della Camera di Commercio di Lilla. Nel 1848 diventò il maggior azionista della banca Crédit du Nord, e dal 1853 al 1876 mise i suoi nipoti Théodore e Eugène Kiener alla direzione della stessa banca.
Fu presidente della Società delle Scienze, dell'Agricoltura e delle Arti di Lilla, contribuì alla fondazione della Société industrielle du Nord de la France, e sostenne la creazione dell'Institut industriel du Nord, diventato oggi l'École centrale de Lille.